# Cheilongletscher
Der Cheilongletscher (französisch Glacier de Cheilon) bildet den hinteren Talabschluss des Val des Dix in den Walliser Alpen, im Süden des Kantons Wallis, Schweiz. Er ist 3,3 km lang,  im Jahr 1995 wurde die Fläche mit 4,07 km² bestimmt.
Der Cheilongletscher entsteht am Nordfuss des Mont Blanc de Cheilon aus zwei Seitenarmen. Der westliche Seitengletscher nimmt seinen Ausgangspunkt am firnbedeckten Col de Cheilon (3243 m), über den Verbindung zum Giétrozgletscher besteht. Der östliche Seitenarm hat seinen Ursprung am Col de la Serpentine (3547 m), wo er mit dem Serpentinegletscher und dem Tsijiore-Nouve-Gletscher zusammenhängt. Im Tal fließt der Cheilongletscher mit einer relativ geringen Neigung nach Norden, wobei er von der Luette (3548 m) im Westen sowie von den Pointes de Tsena Réfien (bis 3500 m) im Osten gesäumt wird. Die Gletscherzunge endet bereits auf einer Höhe von etwa 2620 m. Das Schmelzwasser fließt zum Stausee Lac des Dix und über die Dixence zur Rhone.
Während des Hochstadiums der Kleinen Eiszeit um die Mitte des 19. Jahrhunderts war der Cheilongletscher etwa 1,5 km länger als heute und endete damals auf der Höhe des heutigen Stausees. Auf einem Felsvorsprung westlich des Gletschers steht auf 2928 m die Cabane des Dix, eine Hütte des Schweizer Alpen-Clubs SAC. Sie dient als wichtiger Ausgangspunkt von Bergbesteigungen und Gletschertouren im Gebiet des Mont Blanc de Cheilon.